# کرسی رگیز تاریخ (دانشگاه آکسفورد)

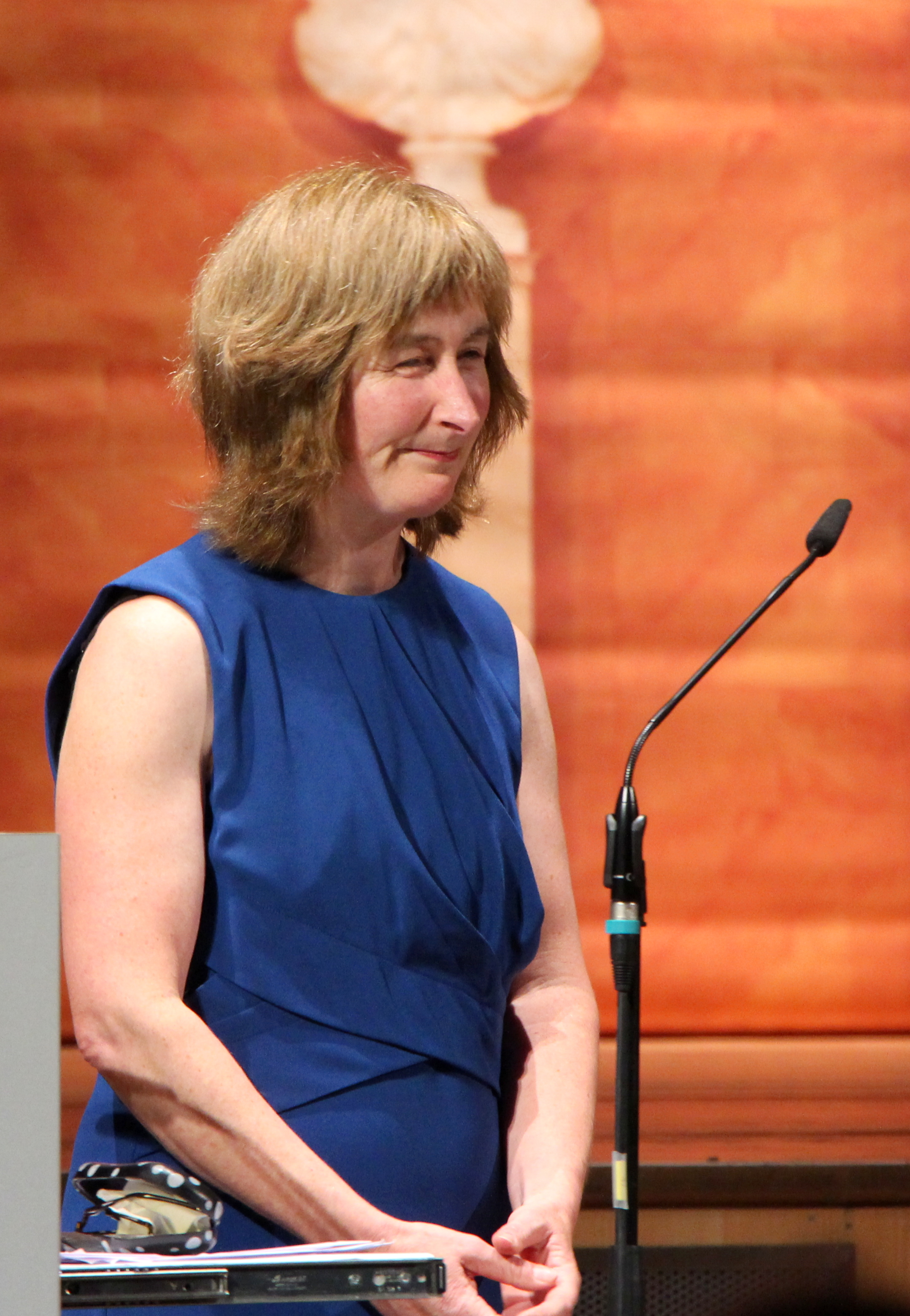
پرفسور لیندال روپر در سالروز مورخین و تاریخ نویسان ، 2014 گوتینگن آلمان

کرسی استادی تاریخ منتصب پادشاه (به انگلیسی: Regius Professor of History) یکی از قدمت‌داری‌ترین کرسی استادی در دانشگاه آکسفورد است. دارندگان این کرسی مورخین تاریخ قرون وسطی بوده‌اند. اولین انتصاب در این زمینه به سال ۱۷۲۴ برمی‌گردد. اصطلاح Regius به معنی «منتصب پادشاه» بیانگر انتصاب سلطنتی آن و به رسمیت شناختن تأثیر مهم آن از تاریخ است.
پروفسور لیندین روپر، اولین زن (همچنین اولین استرالیایی) است که در طول تاریخ (از سال ۲۰۱۱) به چنین سمتی رسیده است.

## اساتید این کرسی
- دیوید گریگوری
- ویلیام هلمز
- جوزف اسپنس
- توماس نوول
- هنری بیک
- ادوارد نارس
- توماس آرنولد
- جان آنتونی کرامر
- هنری هالفورد واگ‌هان
- گلدوین اسمیت
- ویلیام استاب
- ادوارد آگوستوس فریمن
- جیمز آنتونی فرود
- فردریک بورک پاول
- چالرز هاردین فریث
- هنری ویلیام کالرز دیوید
- موریس پاویک
- ویویان هونتر گالبریث
- هیو تریور-روپر
- مایکل الیوت هووارد
- جان هوکستیبل الیوت
- روبرت جان وستون اوانز
- لیندال روپر